# Cirilo VI de Alexandria
Papa Santo Cirilo VI de Alexandria ou Cirilo VI (nascido Azer Youssef Atta em 2 de agosto de 1902 – falecido em 9 de março de 1971) foi Papa e Patriarca da Igreja Ortodoxa Copta de 3 de maio de 1959 a 9 de março de 1971.
Foi o 116.ª sucessor de São Marcos, sendo fundador do Mosteiro de São Menas (Mina) de Alexandria e da grande catedral do Cairo. Durante seu tempo no trono de São Marcos, iniciou um movimento de integração da igreja em fóruns internacionais, incluindo o Conselho Mundial de Igrejas, movimento amplificado por seu sucessor.